# Kerken
Kerken es un municipio situado en el distrito de Cléveris, en el Estado federado de Renania del Norte-Westfalia (Alemania). Tiene una población estimada, a fines de 2020, de 12 638 habitantes.
Está ubicado al noroeste del Estado, en la región de Düsseldorf, cerca de la orilla del río Rin y de la frontera con Países Bajos.